# Clarobscur

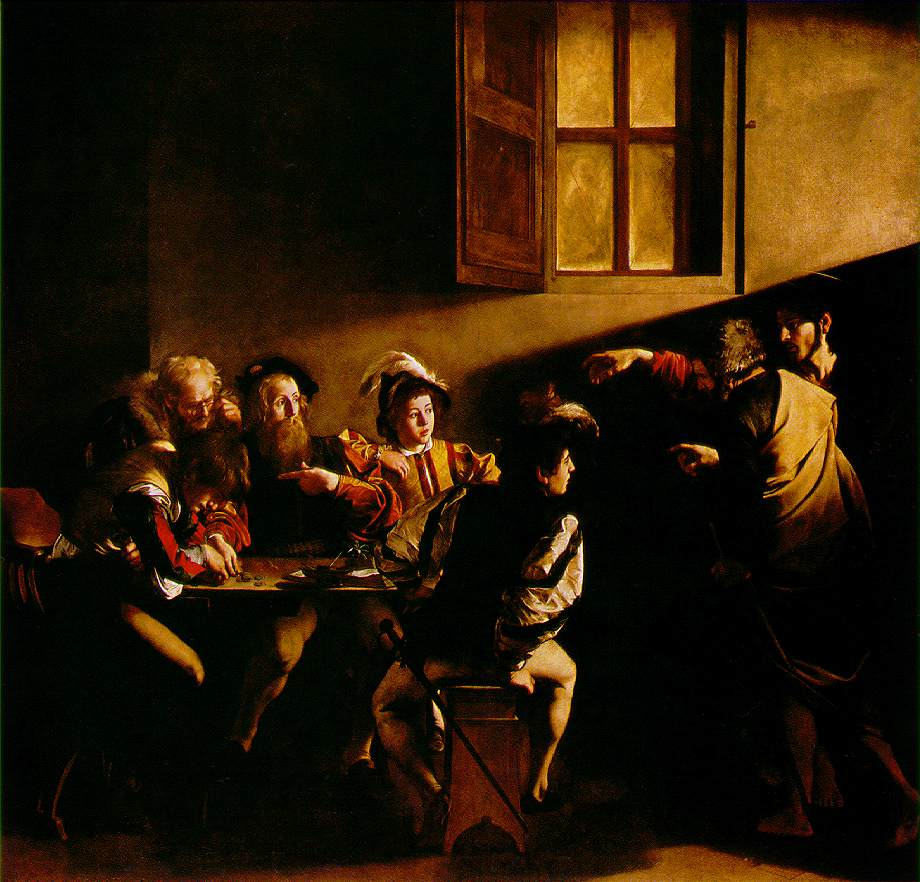
La vocació de Sant Mateu, de Caravaggio

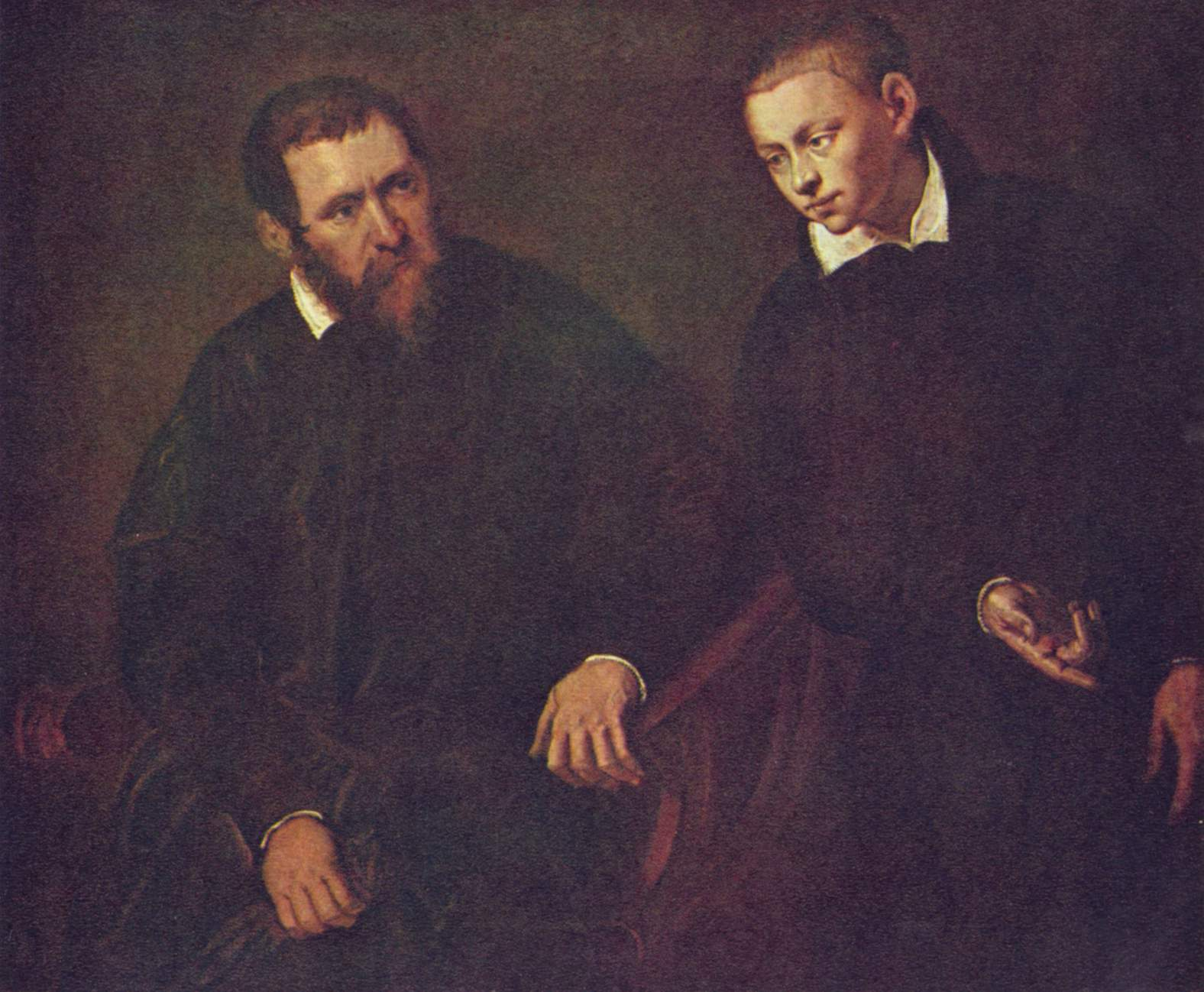
Retrat de dos homes, de Tintoretto

El clarobscur (en italià, chiaroscuro) és una tècnica pictòrica basada en la perspectiva espacial obtinguda amb el joc de contrastos entre la llum i l'ombra. Mitjançant l'ús de contrasts acusats entre els volums il·luminats i els volums enfosquits, s'aconsegueix destacar d'una manera més efectiva alguns elements d'un quadre.
Inicialment, va ser desenvolupada pels pintors flamencs i italians del cinquecento, però la tècnica assoliria la seva maduresa en el barroc, en especial amb Caravaggio, i donaria lloc a l'estil anomenat tenebrisme.
El primer ús conegut del terme data del gravador italià Ugo da Carpi, de qui es creu que hauria pres la idea de composicions d'origen alemany o flamenc. A les obres de da Carpi, l'efecte del clarobscur destaca una figura central il·luminada per una font de llum normalment absent del pla del quadre; tanmateix, les àrees fosques no estan tan accentuades com arribarien a veure's en l'obra dels principals difusors del chiaroscuro, com són Caravaggio i Giovanni Baglione. La tècnica s'imposaria també entre els manieristes, i són exemples d'aquest ús L'última cena de Tintoretto o el seu Retrat de dos homes, que presagia les composicions de Rembrandt. El pintor holandès ha estat un dels més conspicus practicants del clarobscur, utilitzant la llum en la seva composició per a destacar només el seu objecte específic.